# Julian Ankiewicz
Julian Walenty Ankiewicz (ur. 8  stycznia 1820 w Radzanówku, zm. 31 stycznia 1903 w Rokotowie) – polski architekt.

## Życiorys
Urodził się jako najmłodsze z siedmiorga dzieci Józefa i Apolonii Scholastyki z Linowskich. W księgach stanu cywilnego Józef Ankiewicz był określany jako młynarz lub gospodarz z Radzanówka. Julian Ankiewicz rozpoczął edukację w szkole wydziałowej ojców reformatów w Żurominie. Następnie uczył się w domu pod opieką starszego brata Antoniego (1799-1879), absolwenta Uniwersytetu Warszawskiego, magistra obojga praw, późniejszego członka Komisji Rządowej Przychodów i Skarbu. Zdał eksternistycznie egzamin dojrzałości w gimnazjum na Lesznie w Warszawie.  Pod koniec lat 30. lub na początku lat 40. XIX wieku zamieszkał w Warszawie. Przyjaźnił się z Hipolitem Skimborowiczem, Teofilem Lenartowiczem i Włodzimierzem Wolskim.
Ponieważ nie było go stać na studia, zdecydował się na praktyczną naukę zawodu. Od 1843 praktykował w pracowni Adama Idźkowskiego. Wiedzą uzupełniał studiami dzieł specjalistycznych. W 1849 zdał egzamin przed komisją wyznaczoną przez Radę Ogólną Budownictwa i uzyskał patent budowniczego klasy drugiej, który uprawniał do wykonywania zawodu. Brak informacji, kiedy został budowniczym trzeciej klasy, nie ma jednak wątpliwości, że najwyższe uprawnienia budowlane posiadał. Prace zawodową rozpoczął jako aplikant w Wydziale Przemysłu i Kunsztów w Komisji Rządowej Spraw Wewnętrznych. Jednym z zadań tego wydziału było opiniowanie projektów architektonicznych złożonych wraz z podaniami o udzielenie zgody na budowę. Pierwszą pracą wykonaną po uzyskaniu uprawnień do wykonywania zawodu architekta, był wykonany w 1850 projekt fabryki fortepianów Kralla i Seidlera przy ulicy Marszałkowskiej. Dużą rolę w rozwoju kariery zawodowej Juliana Ankiewicza odegrała znajomość z Aleksandrem Kruze, rosyjskim urzędnikiem pochodzenia niemieckiego, członkiem Komisji Rządowej Przychodów i Skarbu, a później prezesem Banku Polskiego (1864–1870). Dzięki tej znajomości Ankiewicz otrzymywał korzystne zlecenia m.in. w 1851 na projekt willi dla Anieli z Ostrowskich Bławackiej, w 1853 projekt i nadzór nad budową kamienicy przy ulicy Rymarskiej. Na przełomie 1856 i 1857, w celu uzupełnienia wykształcenia Ankiewicz wyjechał w czteromiesięczną podróż do Paryża, Londynu, Neapolu, Drezna i Monachium. Po powrocie w 1857 wykonał projekt kamienicy dla rosyjskiego urzędnika przy ulicy Marszałkowskiej, zbudował dom dla Karola Wilhelma Tyzlera i niewielką kamienicę czynszową dla Wilhelma Goldberga. Również w 1857, na zlecenie rządu wzniósł w Lublinie budynek gimnazjum gubernialnego wraz z pensjonatem, według projektu architekta Antoniego Sulimowskiego. 
W 1858 pracował w Puławach odbudowując po pożarze pałac Czartoryskich, zajmowany w tamtym czasie przez Aleksandryjski Instytut Wychowania Panien. Ankiewicz zmienił wygląd elewacji budynku, a we wnętrzu zbudował nowe kaplice katolicką i prawosławną oraz nową klatkę schodową ze schodami z lanego żelaza. W 1859 zaprojektował gmach dla rządu gubernialnego w Lublinie. W 1862 projektował zakłady hutnicze Roberta Eichlera, których budowa trwała do 1867. W pracowni Ankiewicza byli zatrudnieni w różnych okresach m.in. Józef Kajetan Janowski, absolwent Szkoły Sztuk Pięknych w Warszawie, architekci Rafał Krajewski, Karol Kozłowski, Adam Mazurkiewicz, Aleksander Białkowski. Około 1864 Ankiewicz uzyskał stanowisko budowniczego miasta Warszawy  oraz posadę budowniczego Banku Polskiego. W latach 1866–1867 został wysłany na koszt rządu, z rekomendacji Komitetu Budowy Szpitala Dzieciątka Jezus, w podróż do Petersburga, Paryża i Londynu w celu zebrania wiedzy o sposobach wznoszenia budynków szpitalnych. Wiedzę wykorzystał przy projekcie szpitala dziecięcego przy ulicy Aleksandria (obecnie Kopernika) w Warszawie, wzniesionego na początku lat 70. XIX wieku. W 1875 wzniósł pałac w Ciechanowcu dla rodziny Starzeńskich. Był to jedyny znany projekt siedziby ziemiańskiej jego autorstwa. 

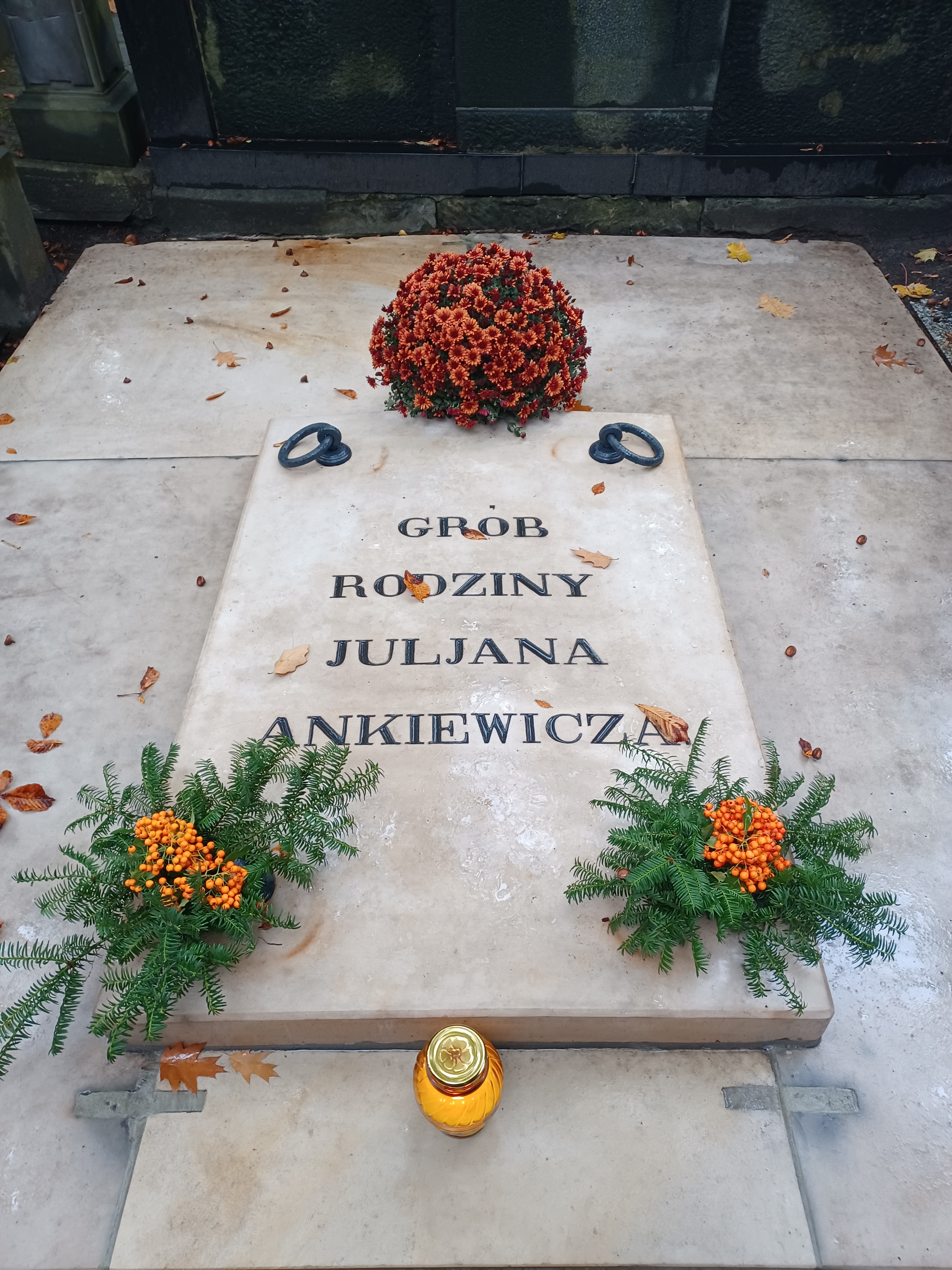
Grób Juliana Ankiewicza na warszawskich Powązkach

W 1866 Ankiewicz zakupił od Stanisława Lessera za 13 tys. 911 rubli i 80 kopiejek, parcelę pomiędzy ulicami Piękną i Instytutową (obecnie Matejki). Na działce, w otoczeniu starych drzew, zbudował dla siebie i rodziny willę. W 1879 sprzedał tę posiadłość Marii z Sanguszków Potockiej, żonie namiestnika Królestwa Galicji i Lodomerii Alfreda Józefa Potockiego, za 130 tys. rubli. Ostatnią właścicielką była hr. Róża z Branickich Tyszkiewiczowa, żona Benedykta. Budynek przetrwał do II wojny światowej, ale obecnie już nie istnieje.
W 1879 Ankiewicz kupił majątek ziemski Grzegorzewice z niewielkim pałacem otoczonym parkiem. W 1882 złożył na ręce prezydenta Warszawy podanie z prośbą o zwolnienie z obowiązków budowniczego miasta, motywując rezygnację podeszłym wiekiem i złym stanem zdrowia. Rezygnacja została przyjęta. Po opuszczeniu Warszawy osiedlił się z żoną i córką na wsi w zakupionym majątku Grzegorzewice i  niemal zupełnie porzucił zawód architekta. Pod koniec życia przeniósł się wraz z żoną do Rokotowa i zamieszkał w domu córki Małgorzaty Teodory (Dory) Wiśniewskiej.
Zmarł 31 stycznia 1903 w Rokotowie. Został pochowany 4 lutego 1903 na cmentarzu Powązkowskim w Warszawie (kwatera 11-3-23/24)

## Życie prywatne
29 września 1859 ożenił się z Michaliną Julią Alojzą Glotz (1840–1902), córką Teodora Glotza, prezydenta Włocławka. 14 sierpnia 1861 urodziła się ich córka Maria Teodora Julia zwana w rodzinie Marylką, która zmarła 28 października 1866. Kolejna córka Zofia Antonina Cecylia urodzona 24 stycznia 1866 zmarła jako półtoraroczne dziecko. Ostatnia córka Małgorzata Teodora, urodzona 13 lipca 1871 wyszła za mąż 27 października 1900 za Eugeniusza Henryka Wiśniewskiego herbu Turzyma (1856-1913), właściciela dóbr ziemskich Rokotów koło Sochaczewa. Zmarła w Muszynie 7 lutego 1940 i tam została pochowana.

## Wybrane prace

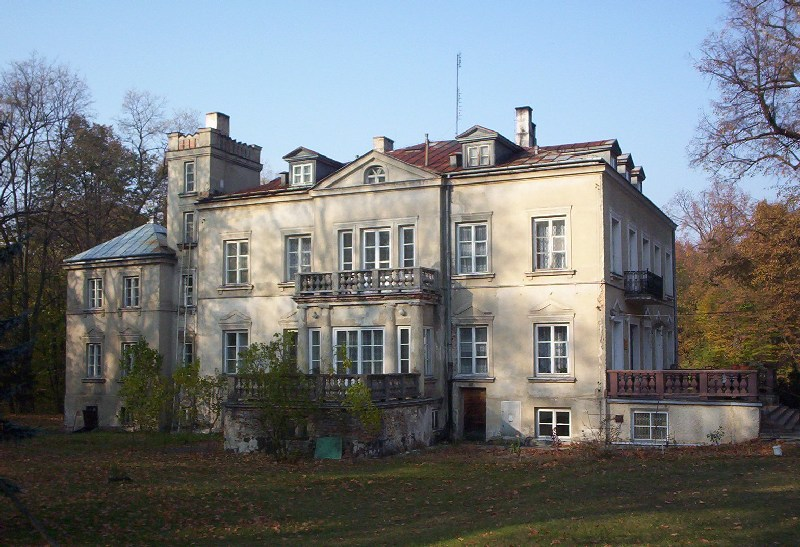
Pałac w Grzegorzewicach
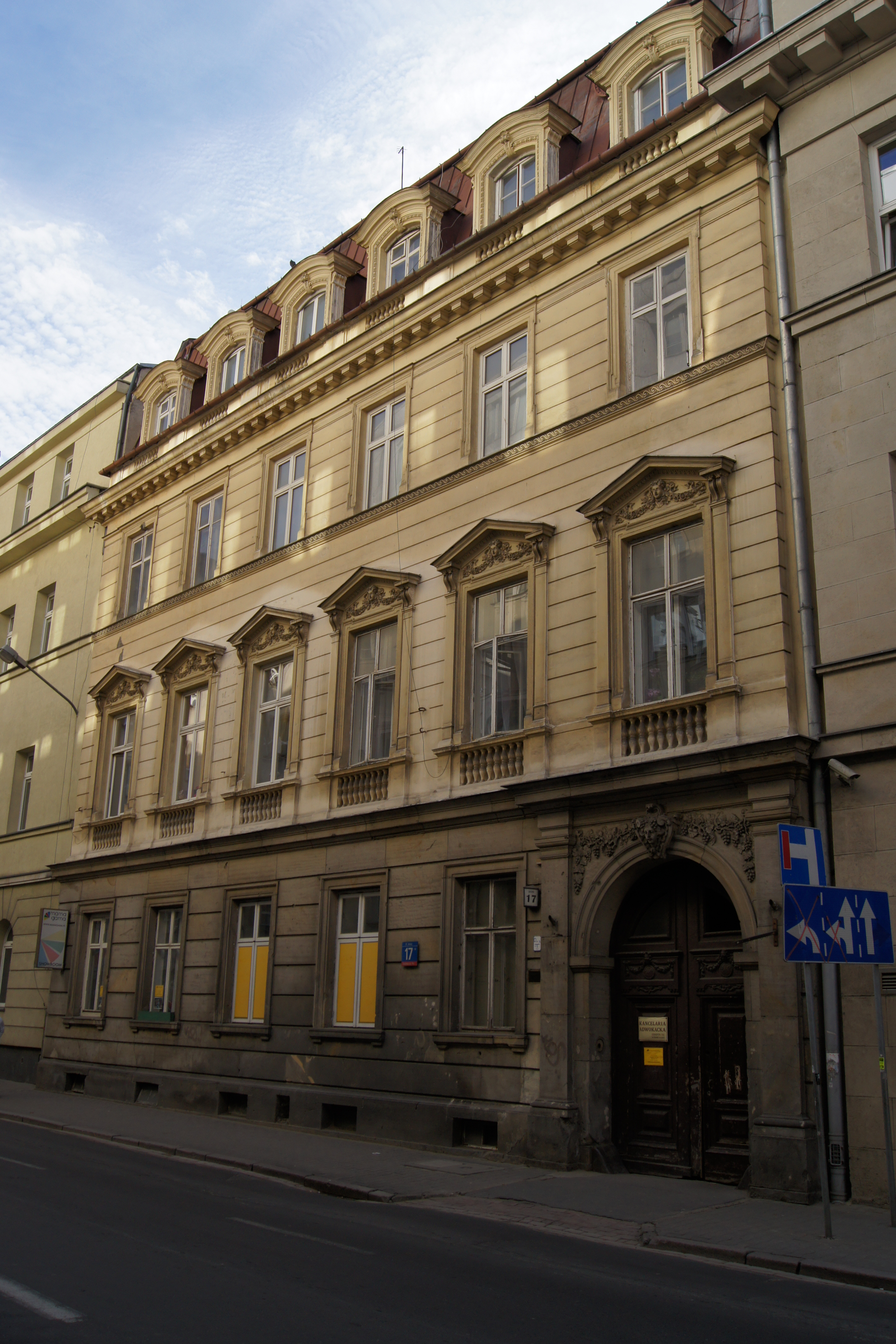
Kamienica Juliana Ankiewicza
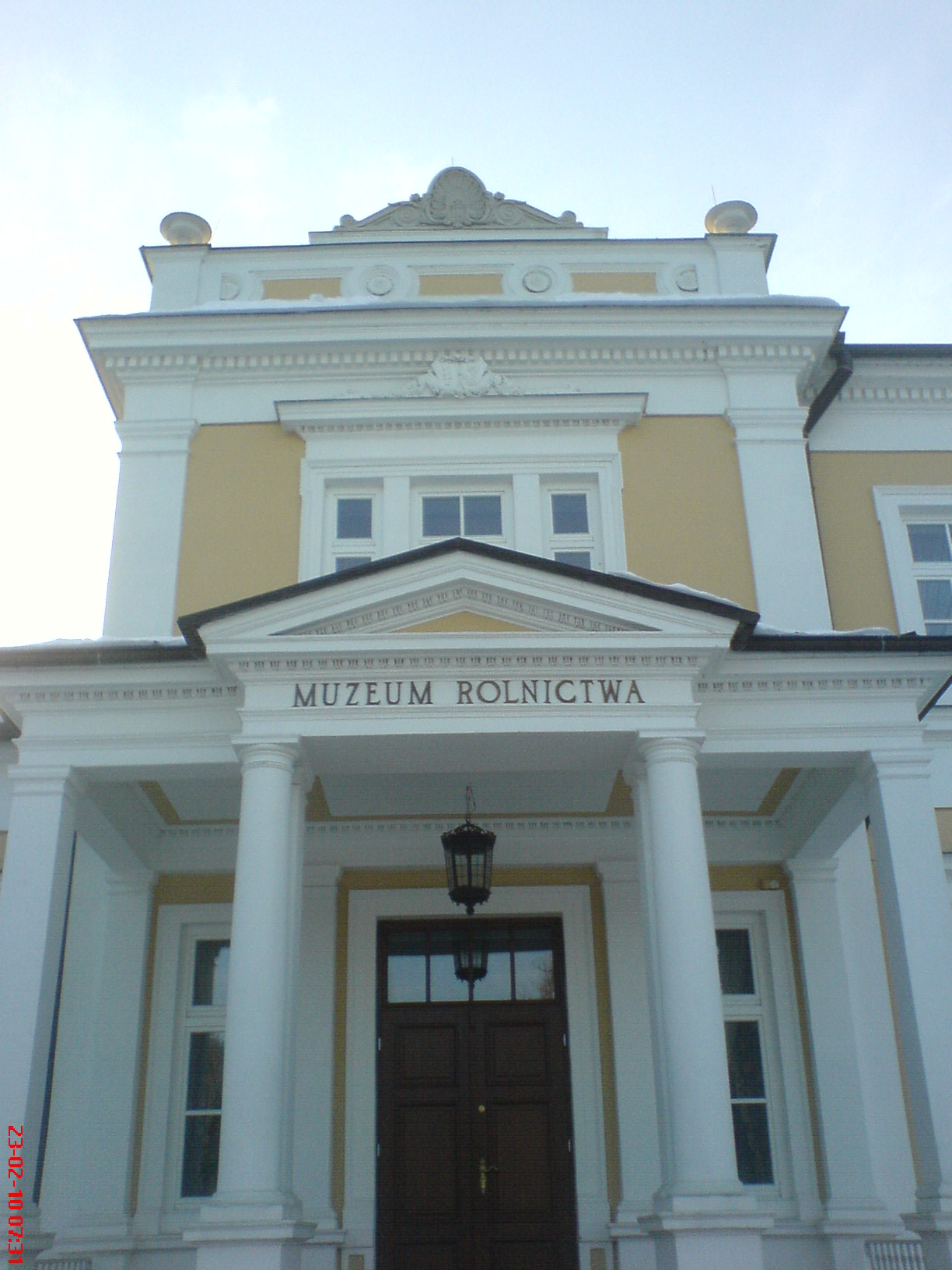
Pałac w Ciechanowcu

- 1857 – budowa gimnazjum z pensjonatem w Lublinie według projektu Antoniego Sulimowskiego
- 1859 – gmach rządu gubernialnego w Lublinie
- 1861 – kaplica w Puławach
- 1868 – przebudowa kolumnady przy kościele Bernardynów w Warszawie na pomieszczenie Towarzystwa Zachęty Sztuk Pięknych
- 1868 – Biblioteka Ordynacji Zamojskiej w Warszawie
- 1870 – gmach Towarzystwa Kredytowego miasta Warszawy - powiększony przez Władysława  Marconiego w 1906
- ok. 1870 – projekt szpitala dla dzieci przy ulicy Kopernika w Warszawie – wykonany ze zmianami przez Franciszka Tournelle’a
- 1872–1873 - gmach dyrekcji szczegółowej Towarzystwa Kredytowego Ziemskiego w Siedlcach
- 1874–1876 – gmach Towarzystwa Kredytowego Ziemskiego przy ul. Krakowskie Przedmieście 43 w Lublinie
- 1875 – pałac w Ciechanowcu dla rodziny Starzeńskich
- altana ze sprzedażą wody w Ogrodzie Saskim – nie istnieje
- liczne domy i kamienice w Warszawie

## Pisma
- O piękności w ogóle, a zwłaszcza o piękności w architekturze 1845
- O piękności w sztuce, ze szczególnym do praktyki zwrotem 1847
- O architekturze gotyckiej 1849
- Kaplica Katolicka w Puławach 1861